# Kuloi (Weißes Meer)
Der Kuloi (russisch Куло́й) ist ein Zufluss des Weißen Meeres im Nordwesten Russlands.
Der Fluss ist insgesamt 350 km lang. Im Oberlauf wird er „Sotka“ genannt; auf den unteren 235 km trägt er den Namen „Kuloi“.

## Verlauf
Der Fluss hat seinen Ursprung in etwa 125 m Höhe in dem in einem Sumpfgebiet gut 60 Kilometer Luftlinie östlich des Oblastverwaltungszentrums Archangelsk gelegenen kleinen Wilkino-See. Er fließt zunächst als Sotka in östlicher bis nordöstlicher Richtung und durchschneidet in einem engen Tal den südöstlichen Teil des von Lärchen- und Fichtenwäldern bestandenen Weißmeer-Kuloi-Plateaus (Belomorsko-Kuloiskoje plato), das nach Osten abrupt von der Weißmeer-Kuloi-Stufe (Belomorsko-Kuloiski ustup) begrenzt wird. Dieses Gebiet ist Teil des Pinega-Naturreservates (Pineschski sapowednik). Unweit der Siedlung (und früheren Stadt) Pinega nähert sich die Sotka bis auf wenige Kilometer der Pinega, einem bedeutenden Nebenfluss der Nördlichen Dwina.
Dort wendet er der Fluss nach Norden, von der Pinega weg, und wird ab dieser Stelle Kuloi genannt. Die nördliche Fließrichtung durch eine weite Talniederung behält der Kuloi im weiteren Verlauf bei, auf seiner gesamten Länge auf dem Territorium der Oblast Archangelsk. Er mündet schließlich mit einem ausgeprägten, sich allmählich verbreiternden Ästuar in den Mesenbusen des Weißen Meeres. Oberhalb der Trichtermündung ist der Kuloi bereits über 100 Meter breit und drei Meter tief, und die Fließgeschwindigkeit beträgt dort 0,1 m/s. Der Mündungstrichter wird auch Kuloibusen genannt, ist bis zu sechs Kilometer breit, bei seiner Öffnung zum Mesenbusen zwischen den Kaps Charin Nos und Kargowski (gut 50 Kilometer nordwestlich der Kleinstadt Mesen gelegen) etwa fünf Kilometer.
Die bedeutendsten Nebenflüsse sind Kjolda, Polta, Jeschuga, Laka und Sojana von links sowie die Nemnjuga von rechts.

## Hydrologie
Das Einzugsgebiet des Kuloi umfasst 19.000 km². Der Fluss friert von Oktober bis Mai zu.
Die mittlere jährliche Abflussmenge am oberen Mittellauf, 209 km von der Mündung entfernt, beträgt 33,5 m³/s bei einem minimalen Monatsdurchschnitt von 17,3 m³/s im März und 93,6 m³/s im Mai. Unter Berücksichtigung der Abflussmengen der bedeutendsten Nebenflüsse Nemnjuga und Sojana und weiterer Zuflüsse liegt der durchschnittliche Wert für den Kuloi an der Mündung weit über 100 m³/s.
Der Unterlauf des Kuloi steht auf mehreren Dutzend Kilometern unter Gezeiteneinfluss.

## Nutzung und Infrastruktur
Im Gebiet der größten Annäherung an die Pinega (Lage) ist der Kuloi mit der Pinega über einen sechs Kilometer langen Kanal verbunden und von dort bis zur Mündung schiffbar. Ebenso wie die Nebenflüsse Nemnjuga (auf 37 km) und Sojana (17 km) gilt dieser Abschnitt als Binnenwasserstraße (208 km; der untere Abschnitt im Kuloibusen unterhalb Dolgoschtschelje zählt nicht dazu).
Der Kanal wurde zwischen 1926 und 1928 errichtet und besitzt eine Schleuse. Er ermöglichte den direkten Binnenschifffahrtsverkehr zwischen den Flusssystemen der Nördlichen Dwina/Pinega und des Mesen über Kuloi und Mesenbucht. Nach Fertigstellung der Straße Archangelsk – Pinega – Mesen im Jahr 2008 ging die Bedeutung des Kanals weiter zurück; die Schleuse ist bereits seit längerer Zeit beschädigt und außer Betrieb. Über den Kuloi wird vorwiegend nur noch lokaler Verkehr mit kleineren Fahrzeugen zu den wenigen am Fluss und seinen Zuflüssen liegenden Ortschaften abgewickelt (Krasny Bor, Kuloi am oberen Mittellauf, Karjepolje am Mittellauf, Dolgoschtschelje in Mündungsnähe des Kuloi; Sowpolje an der Nemnjuga; Sojana an der Sojana).